# Felix Salten
Felix Salten, rodným jménem Siegmund Salzmann (6. září 1869 Pešť – 8. října 1945 Curych), byl rakouský spisovatel, kritik, dramatik, esejista, libretista a scenárista židovského původu.

## Život
Siegmund Salzmann se narodil v Pešti, když mu byly 4 týdny, rodina se přestěhovala do Vídně. Zde žil až do roku 1936. Po nacistickém obsazení Rakouska, kdy mu hrozilo jako Židovi velké nebezpečí, se natrvalo přestěhoval do neutrálního Švýcarska, kde také zemřel.

### Dílo
Mezi jeho nejznámější literární díla patří příběh malého kolouška Bambiho z knihy Bambi, život v lese z roku 1923, příběh o veverce Perri z roku 1938. Velmi známý je též jeho eroticko-pornografický román Josefina Mutzenbacherová z roku 1906. Všechna tato díla byla přeložena do mnoha jazyků a později byla i zfilmována.
V roce 1891 se stal členem literární skupiny Mladá Vídeň. Od roku 1927 působil ve funkci předsedy Rakouského PEN klubu.